# Oecetis adelaidica
Oecetis adelaidica är en nattsländeart som beskrevs av Wells 2000. Oecetis adelaidica ingår i släktet Oecetis och familjen långhornssländor. Inga underarter finns listade i Catalogue of Life.